# Третє поле
Третє поле — роман у жанрі альтернативної історії, що написаний українським письменником Василем Кожелянком та вперше опублікувався у видавництві «Теза» 2007 року.

## Опис книги
| Життя прожити — таки й справді не поле перейти. Принаймні Ран — герой нового роману одного з найпопулярніших сучасних українських письменників Василя Кожелянка — переконаний, що треба перейти щонайменше три поля. Воно й не дивно, адже Ран живе в часи легендарного Трипілля, і для того, щоб стати повноправним володарем не лише краю людей Бика, а й усіх довколишніх країв, він мусить пройти крізь безліч випробувань, створити нову релігію і навіть переступити через себе. А коли стане, що він учинить тоді?! Ніколи не здогадаєтеся: нинішні володарі так не чинять... |

## Рецензії
- Антоніна Аністратенко. Василь Кожелянко. Третє поле: Вплив європейської філософії // Сумно?  — 2008. — 15 січня. — Процитовано 16 січня 2013.
- Іван Андрусяк. Розлите філософування. — Процитовано 16 січня 2013.

## Цікаві факти
- Реконструкція історії Трипілля у романі була об'єктом дослідження науковців-філологів[3].

## Видання
- 2004 рік — видавництво «Теза» (укр.).